# Galluszsav
A galluszsav (vagy gubacssav) egy szerves vegyület, aromás karbonsav. A sóit gallátoknak nevezik. Vízből egy mól kristályvízzel kristályosodik (monohidrát). Kristályai színtelenek vagy halványsárga színűek, tű alakúak. Íze savanyú, fanyar. 100 °C-ra hevítve kristályvizet veszít. Vízben kevéssé oldódik. Az egyik legelterjedtebb növényi sav.

## Kémiai tulajdonságai
Ha 250 °C-ra hevítik, megolvad, és közben pirogallollá alakul. Ez a reakció dekarboxilezés. (A dekarboxilezés a karboxilcsoport CO2 formájában való lehasítását jelenti.) Vas(III)-klorid hatására kékesfekete színű csapadék válik le az oldatából.
A szerkezetének megfelelően a fenolok és a karbonsavak reakcióit mutatja. A hidroxilcsoportjaival észtereket és étereket, a karboxilcsoportjával észtert képezhet. A benzolgyűrűhöz kapcsolódó hidroxilcsoportok növelik az aromás gyűrű reakciókészségét (aktiváló hatás).
A galluszsav a pirogallolhoz hasonlóan erős redukálószer. Fémezüstöt választ le az ezüstsók, aranyat az aranysók oldatából. Az oxigént a lúgos oldata elnyeli.
Káliumpermanganát lizergsavvá alakítja.

## Előfordulása
A galluszsav az egyik legelterjedtebb növényi sav. A természetben főként kötött állapotban fordul elő a tanninokban. A tanninok a növényvilágban elterjedt vegyületek. Nagy mennyiségű tannint tartalmaz a tölgyfakéreg, a tealevél és a fenyőfakéreg. A legnagyobb mennyiségben a gubacsokban található. Innen a neve is: galla latinul gubacsot jelent. A tanninok azonban kis mennyiségű szabad galluszsavat is tartalmaznak.
A galluszsav számos szárazföldi növényben található, például a Cynomorium coccineum parazita növényben, a Myriophyllum spicatum vízinövényben és a Microcystis aeruginosa kékalgában. 
A galluszsav megtalálható különféle tölgyfajokban,  a Caesalpinia mimosoides-ben, a Boswellia dalzielii szárának kérgében is. Számos élelmiszer - különösen a gyümölcsök (pl. eper, szőlő, banán), teák, szegfűszeg és az ecet - különféle mennyiségben tartalmaz galluszsavat. A szentjánoskenyér gyümölcse is gazdag galluszsavban (24–165 mg/100 g).
A galluszsavat Scheele fedezte fel tanninok penészedésekor 1786-ban.

## Előállítása
A galluszsavat tanninok hidrolízisével állítják elő. A gubacsokból a tanninokat kivonják, majd a vizes kivonatot egyes penészgombákkal oltják be. Az ilyen penészgombák olyan enzimet tartalmaznak, amely a tanninokat galluszsavvá és glükózzá bontja, hidrolizálja.
E fermentációs eljárás mellett a galluszsav tanninokból ásványi savas vagy mésztejjel végzett hidrolízissel is kinyerhető.

## Felhasználása
A galluszsav vas(III)-sóját tintaként használták „vastinta” néven, még a szintetikus szerves festékek felfedezése előtt. Ma festékek és gyógyszerek előállítására szolgál. Antioxidánsként is alkalmazzák.